# Marta Jaskulska
Marta Jaskulska (Biskupiec, 25 de marzo de 2000) es una deportista polaca que compite en ciclismo en las modalidades de pista y ruta. Ganó una medalla de bronce en el Campeonato Europeo de Ciclismo en Ruta de 2020, en la prueba de contrarreloj sub-23.

## Medallero internacional
| Campeonato Europeo | Campeonato Europeo | Campeonato Europeo | Campeonato Europeo  |
| Año                | Lugar              | Medalla            | Competición         |
| ------------------ | ------------------ | ------------------ | ------------------- |
| 2020               | Plouay (Francia)   | Medalla de bronce  | Contrarreloj sub-23 |

## Palmarés
2020
- 2.ª en el Campeonato de Polonia Contrarreloj
- 3.ª en el Campeonato Europeo Contrarreloj sub-23

2021
- 3.ª en el Campeonato de Polonia Contrarreloj

2022
- 3.ª en el Campeonato de Polonia Contrarreloj

2023
- 3.ª en el Campeonato de Polonia Contrarreloj

2024
- Campeonato de Polonia Contrarreloj
- 2.ª en el Campeonato de Polonia en Ruta

2025
- 3.ª en el Campeonato de Polonia Contrarreloj